# Liger
Ligar (eng. liger) je križanac tigrice i lava. Križanje dviju zvijeri događa se samo u zoološkim vrtovima, ne samo zato što su vrste s različitih kontinenata, nego i zato što su prirodni neprijatelji. Ligar ima malu grivu, a tijelo mu je prekriveno manje izrazitim tigrovim prugama. Najveća je mačka na svijetu. Od tigona se razlikuje po tome što je tigon križanac tigra i lavice. Liger, za razliku od drugih mačaka, obožava plivanje. Obično teži oko 320 kg. Također neki izuzetni primjerci mogu doseći težinu od 450 kg i biti duplo veći od lava.